# Анте-Сент-Андре
Анте-Сент-Андре (фр. Antey-Saint-André) — муніципалітет в Італії, у регіоні Валле-д'Аоста.
Анте-Сент-Андре розташоване на відстані близько 590 км на північний захід від Рима, 23 км на схід від Аости.
Населення — 633 особи (2014).
Щорічний фестиваль відбувається 30 листопада. Покровитель — Андрій Первозваний.

## Демографія
Населення за роками:

Станом на 1 січня 2023 року в муніципалітеті офіційно проживали 24 іноземці з 9 країн, серед них 8 громадян країн Євросоюзу.

## Сусідні муніципалітети
- Шамуа
- Шатійон
- Ла-Магделен
- Сен-Дені
- Торньйон
- Вальтурнанш